# Black Roses
Black Roses é o sétimo álbum de estúdio da banda finlandesa de rock alternativo The Rasmus, lançado em 24 de setembro de 2008 nos países nórdicos. Na Alemanha, o álbum foi lançado em 26 de setembro, e dia 29 no Reino Unido.

## Informações do álbum
Segundo o perfil no MySpace da Dynasty Recordings, a banda descansou em Helsinki durante o inverno de 2006 e também escreveu canções para o próximo álbum. Eles se reuniram com o produtor Desmond Child em um concerto na República Dominicana em 3 de novembro. O guitarrista Pauli Rantasalmi disse que o The Rasmus havia escrito cerca de 30 canções das quais onze foram escolhidas para o álbum.
A banda começou a gravação do novo álbum no Dynasty Studios em Helsinki, Finlândia em 17 de setembro de 2007, e no final do ano partiram para Nashville para seguir com a gravação. Partes menores foram gravadas em Estocolmo, Singapura, Berlim e Grécia também. Enquanto Desmond Child foi o principal produtor do disco, ele foi ajudado por Harry Sommerdahl. Michael Wagener foi o mesclador de Black Roses, exceto de "Livin' in a World Without You" que foi mesclado por Niclas Flyckt.
O álbum foi originalmente planejado para ser lançado em março, mas foi adiado devido às novas canções que a banda ainda queria gravar, incluindo "Livin' in a World Without You". O som do álbum, poderia ser descrito como uma versão menos pesada de seus dois álbuns anteriores, a uma aproximação com a encontrada no quarto lançamento.

## Singles
O primeiro single "Livin' in a World Without You" foi lançado em 10 de setembro, e para estações de rádio em julho. O seu videoclipe foi filmado em 3 de julho em Estocolmo, e lançado em agosto. A primeira canção foi tocada ao vivo em 5 de julho na NRJ in the Park, em Berlim, juntamente com uma outra nova canção, "Ten Black Roses".
O segundo single é "Justify", lançado mais tarde no outono. É tranquilo, sombrio e emocional com algumas inflências de Depeche Mode. Mas partes da melodia é meio eco da canção "Lullaby" do The Cure. Isto se mostra particularmente nos primeiros e últimos 30 segundos da canção.
O terceiro single é "Your Forgiveness", lançado no verão.
Lauri Ylönen afirmou para a estação de televisão austríaca Go TV, que o dueto com Anette Olzon (Nightwish) seria lançada em 2009. O título da canção é "October & April", e estava programada para sair em outubro.
| Críticas profissionais                                                      | Críticas profissionais |
| Avaliações da crítica                                                       | Avaliações da crítica  |
| Fonte                                                                       | Avaliação              |
| --------------------------------------------------------------------------- | ---------------------- |
| Melodic                                                                     | [ 6 ]                  |
| 411mania                                                                    | [ 7 ]                  |
| Kerrang!                                                                    | 1 de 5 estrelas.       |
| Esta tabela precisa de ser acompanhada por texto em prosa. Consulte o guia. |                        |

## Faixas
1. "Livin' in a World Without You" (3:50)[8][9]
2. "Ten Black Roses" (3:54)
3. "Ghost of Love"  (3:17)
4. "Justify" (4:26)
5. "Your Forgiveness"  (3:55)
6. "Run to You"  (4:11)
7. "You Got It Wrong"  (3:15)
8. "Lost and Lonely"   (4:46)
9. "The Fight"  (3:45)
10. "Dangerous Kind"  (3:46)
11. "Live Forever"  (3:20)
12. "Yesterday You Threw Away Tomorrow" (faixa bônus) (3:05)
13. "Livin' in a World Without You" (Acústico) (faixa bônus) (3:43)

## Desempenho nas paradas
| Parada musical (2008)      | Melhor posição |
| -------------------------- | -------------- |
| Finlândia                  | 1              |
| Áustria                    | 22             |
| Grécia                     | 7              |
| Greek Overall Albums Chart | 26             |
| Países Baixos              | 51             |
| Alemanha                   | 13             |
| Itália                     | 46             |
| Espanha                    | 58             |
| Suécia                     | 32             |
| Suíça                      | 22             |
| Reino Unido                | 13             |
| México                     | 7              |
| Chéquia                    | 12             |

## Histórico de lançamento
| País          | Data                   | Gravadora        |
| ------------- | ---------------------- | ---------------- |
| Finlândia     | 24 de setembro de 2008 | Playground Music |
| Suécia        | 24 de setembro de 2008 | Playground Music |
| Estónia       | 24 de setembro de 2008 | Playground Music |
| Noruega       | 24 de setembro de 2008 | Playground Music |
| Dinamarca     | 24 de setembro de 2008 | Playground Music |
| Alemanha      | 26 de setembro de 2008 | Universal Music  |
| Áustria       | 26 de setembro de 2008 | Universal Music  |
| Suíça         | 26 de setembro de 2008 | Universal Music  |
| Países Baixos | 26 de setembro de 2008 | Universal Music  |
| Polónia       | 26 de setembro de 2008 | Universal Music  |
| Mundo         | 29 de setembro de 2008 |                  |
| Itália        | 3 de outubro de 2008   |                  |
| Austrália     | 4 de outubro de 2008   |                  |
| Canadá        | 7 de outubro de 2008   |                  |
| Japão         | 29 de outubro de 2008  |                  |